# Tijucas do Sul
Tijucas do Sul é um município brasileiro do estado do Paraná. Sua população estimada em 2022 era de 17.621 habitantes, conforme dados do IBGE. Atualmente detém o título de Capital Paranaense da Agricultura Orgânica, devido ao número expressivo de produtores da modalidade, saindo na frente de diversas cidades no Brasil, no quesito sustentabilidade.

## Etimologia
De origem geográfica, provém dos depósitos de argila de coloração cinza-escura, pegajosa e popularmente chamada de "tijuco", é encontrada em grande escala no território do município. O termo do "do Sul" foi acrescentado para diferenciá-la do município homônimo existente no Estado de Santa Catarina.

## História
Em 1541, o solo do que hoje é o território do município de Tijucas do Sul, foi pisado por Dom Alvãr Nuñez Cabeza de Vaca, que havia desembarcado na Ilha de Santa Catarina e se destinava ao Paraguai, seguindo caminho por terra. Este homem foi o primeiro adelantado (governador) do Paraguai, sendo que neste período, as terras hoje paranaenses, pertenciam à Espanha, por força do Tratado de Tordesilhas, assinado no ano de 1494, por Portugal e Espanha.
Cabeza de Vaca estava acompanhado por 250 homens, 36 cavalos (da região de Andaluzia, e que deu origem ao cavalo pantaneiro), e de um grupo de silvícolas amistosos, que acompanhou a comitiva até determinada altura, para lhes ensinar a cortar o imenso sertão através de um ramo do Caminho do Peabiru.
Seguindo a milenar trilha utilizada pelo desbravador espanhol, muitas outras expedições rasgaram o chão tijucano.
A preia do gentio e a cata do ouro se constituiu em bom motivo, que se prolongou por muitos anos. A abertura da Estrada do Mota, mais tarde Estrada da Mata, também contribuiu para que o sudeste paranaense tivesse melhor sorte.
Numerosos fatores fazem de Tijucas do Sul uma cidade marcada por acontecimentos históricos, sendo que um deles é especialmente triste à lembrança do povo do lugar, a Revolução Federalista de 1893.
De um lado estavam os insurretos federalistas, baseados nos pampas, sendo que depois sua luta foi disseminada Brasil afora, e do outro lado as forças legalistas, que apoiavam o governo do Marechal Floriano Peixoto.
No Paraná a maioria era florianista, e quando espalhou-se a notícia de uma possível invasão das tropas federadas na região fronteiriça com Santa Catarina, armou-se um aparato militar, visando defender o território.
O ataque dos gaúchos se fez de maneira organizada e cadenciada, foram simultaneamente atacadas as guarnições de Paranaguá, Lapa e Tijucas do Sul. Em Tijucas a primeira batalha se deu no dia 11 de janeiro de 1894, de forma ininterrupta até o dia 19 do mesmo mês. O resultado final foi a rendição dos defensores do solo tijucano, ante a supremacia bélica e numérica do oponente e principalmente pela notícia de que Paranaguá e Curitiba já estavam tomadas e a Lapa sitiada.
Nada restava fazer, senão contar os mortos, que foram em número de dezessete, e dezenas de feridos. Um triste episódio se deu no hospital de campanha da Cruz Vermelha. Ali estavam a cuidar dos feridos os médicos dr. Brazílio Luz, que era militar, o dr. Jorge Meyer e mais dois enfermeiros. De chofre, o local foi alvo de descarga de artilharia pesada, atingindo aos dois enfermeiros, sendo que um deles mortalmente.
Não obstante toda esta movimentação, e apesar de se constituir região povoada, a Vila de Tijucas só foi elevada à categoria de município emancipado no dia 14 de novembro de 1951, através da Lei Estadual n° 790, sancionada pelo governador Bento Munhoz da Rocha Netto. O território foi desmembrado do município de São José dos Pinhais e a instalação oficial deu-se no dia 14 de dezembro de 1952.
Em 1956 o prefeito municipal de Tijucas do Sul era o sr. Nir M. de Oliveira, e a Câmara Municipal) tinha a seguinte composição: João Claudino Machado, João Boniecki, Osório Nestor da Rocha, Francisco C. de Lima, Loracy Bonato, Alfredo Caetano dos Santos, Manoel da Cruz, Alcides de L. Maoski e Francisco Ribeiro.

## Turismo
A cidade é famosa pelos haras e pelas pousadas que atraem turistas durante todo o ano. A menos de uma hora da capital Curitiba, é uma ótima opção para o turismo rural.
O seu principal ponto turístico é a Cachoeira do Saltinho, uma imponente queda d'água, muito conhecida em toda a região, que está inserida dentro de um  parque, o Recanto Saltinho.
Outro ponto interessante, que definiu o turismo, são as obras do artista Sergius Erdelyi, que escolheu a cidade como seu lar, e transformou culturalmente toda a região. No Espaço Sergius Erdelyi, na comunidade da Lagoa, está o Museu Sergius Erdelyi, que abriga mais de 3 mil obras do artista, que é conhecido no mundo inteiro. É um espaço amplo e muito belo, hoje administrado pela Prefeitura Municipal.

## Transporte
O município de Tijucas do Sul é servido pelas seguintes rodovias:
- BR-376, que passa por seu território, que liga Curitiba ao litoral de Santa Catarina (BR-101)
- PR-281, que liga a BR-376 à sede do município [11]